# En unge i minuten
En unge i minuten är en svensk realityserie från 2011 där man får följa förlossningsklinikerna på Västmanlands sjukhus Västerås, Programmet blev nominerat till Kristallen 2011 för årets realityprogram. Personalen på sjukhuset var på förhand skeptiska till att medverka av rädsla för att göra bort sig.
Serien bygger på det brittisk programformatet One Born Every Minute.